# ATR 72
ATR 72 je dvomotorno turbopropelersko Regionalno potniško letalo. Načrtovalo ga je francosko-italijansko podjetje ATR in je še vedno v proizvodnji.  Do decembra 2014 so izdelali 678 letal.
ATR 72 so razvili na bazi manjšega ATR 42, trup so podaljšali za 4,5 metrov, povečali so tudi razpon kril, dodali močnejše motorje in povečali količino goriva za 10%. Program je bil oznanjen leta 1986 s prvim letom leta 1988 in vstopom v uporabo leto pozenje z Finnairom.
Potniki se vkrcajo skozi zadnja vrata (redko pri potniških letalih), sprednja vrata se uporabljajo za tovor. Finnaair je naročil letala s sprednjimi vrati, da so lahko uporabljali obstoječe povezovalne moste na terminalih.
ATR letala po navadi nimajo pomožne pogonske enote APU, lahko pa se ga naroči kot opcija. Večina letalskih družb naroči letalo s t. i.  "Hotel Mode" konfiguracijo, ki ustavi propeler na #2 motorju (desnem), turbina pa se lahko nemoteno vrti in proizvaja zrak in moč (na zemlji). Velikokrat se zavora za propeler pokvari zaradi nepravilne uporabe, zato so nekatere družbo umaknile ta sistem.

## Tehnične specifikacije (ATR 72–600)
- Posadka: 2
- Kapaciteta: 68 do 78 potnikov
- Dolžina: 27,17 m (89 ft 2 in)
- Razpon kril: 27,05 m (88 ft 9 in)
- Višina: 7 65 m (25 ft 1 in)
- Površina kril: 61,00 m2 (656,6 sq ft)
- Vitkost krila: 12,0:1
- Prazna teža: 12 950 kg (28 550 lb)
- Maks. vzletna teža: 22 500 kg (49 604 lb)
- Motorji: 2 × Pratt & Whitney Canada PW127F turbopropi, 1 846 kW (2 475 KM) vsak
- Potovalna hitrost: 511 km/h; 318 mph (276 kn)
- Doseg: 2 414 km; 1 303 nmi (1 500 mi)
- Višina leta (servisna): 7 620 m (25 000 ft)
- Vzletna razdalja pri MTOW : 1 165 m (3 822 ft)